# Reykjahlíð

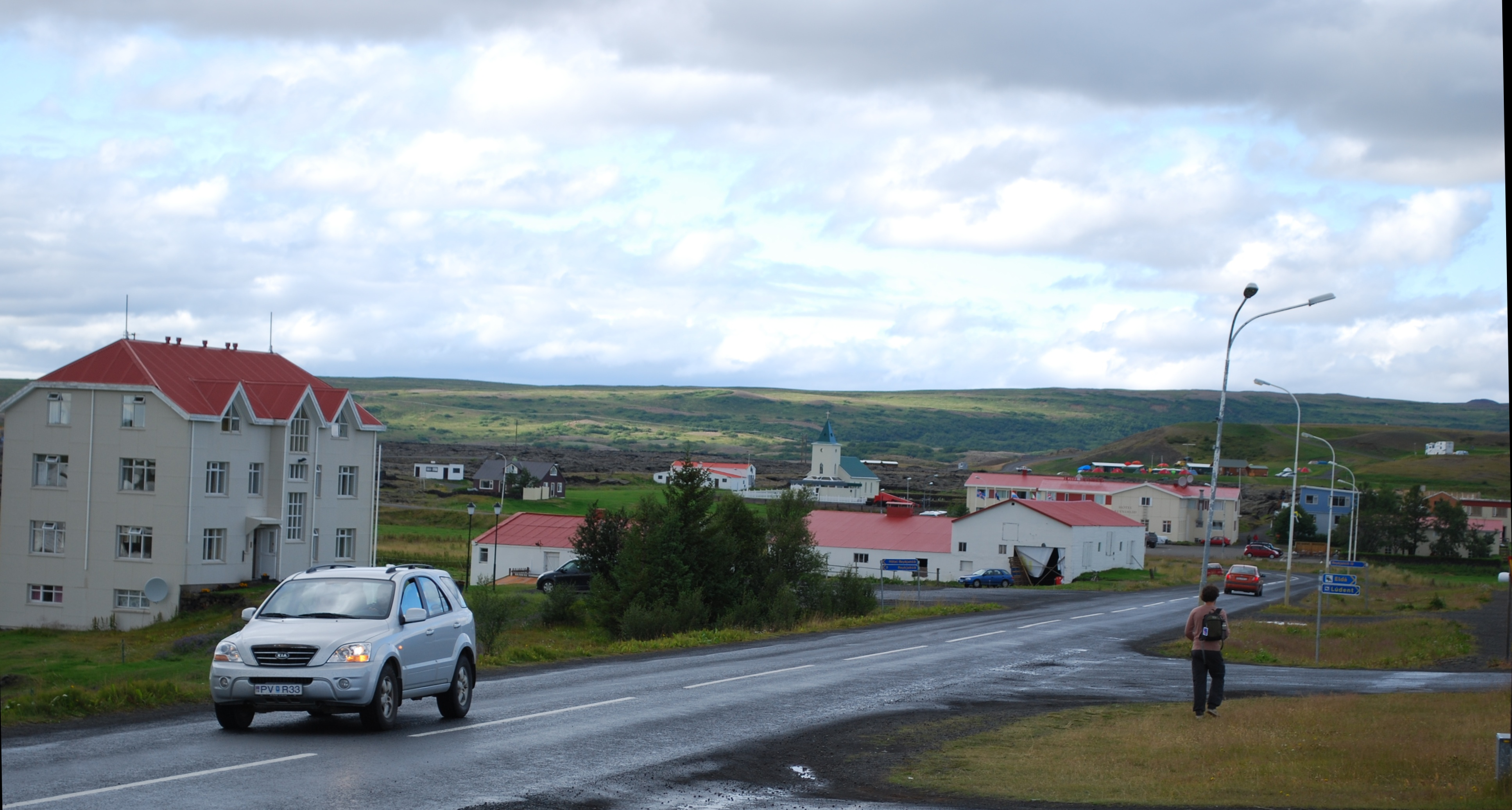
Reykjahlíð

Reykjahlíð är en ort i republiken Island.  Den ligger i regionen Norðurland eystra, i den nordöstra delen av landet. 280 km nordost om huvudstaden Reykjavik. Reykjahlíð ligger 325 meter över havet och antalet invånare är 227. Den ligger vid sjön Mývatn.
De så kallade Mývatnsbränderna, orsakade av utbrottet av den närliggande vulkanen Krafla 1729, förstörde byn med en lavaström. Men invånarna räddades när lavaflödet stannade framför byns kyrka på högre mark, enligt uppgift som ett resultat av byprästens böner.

## Kultur och sevärdheter

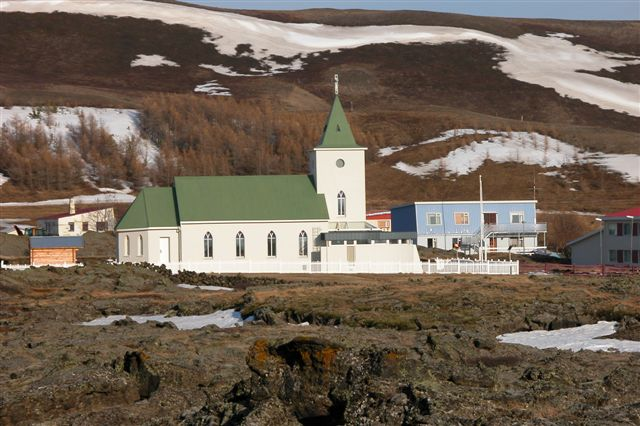
Reykjahlíðarkirkja

### Kyrkan
Kyrkan i Reykjahlíð fanns redan före före reformationen. Den var tillägnad Sankt Laurentius. Den nuvarande Reykjahlíðarkirkja byggdes 1958-1962 och har 120 sittplatser. Det finns en legend kring den tidigare kyrkan, som var av trä och stod på just denna plats, enligt vilken invånarna i området sökte skydd i kyrkan och bad om räddning under ett vulkanutbrott den 27 augusti 1729. Lavan, som än idag kan ses i stora stelnade block, rann runt kyrkan. Ingen kom till skada. Kyrkan låg på en kulle, vilket gjorde att den klarade sig.

### Termalgrottor
Nära Reykjahlíð finns två grottor fyllda med varmt vatten. Ett underjordiskt lavaflöde har under tiden värmt upp vattnet i Grjótagjá för mycket för ett bad. Stóragjá ligger närmare byn. I den är vattenutbytet för lågt för ett säkert bad (vattnet innehåller e-kolibakterier).

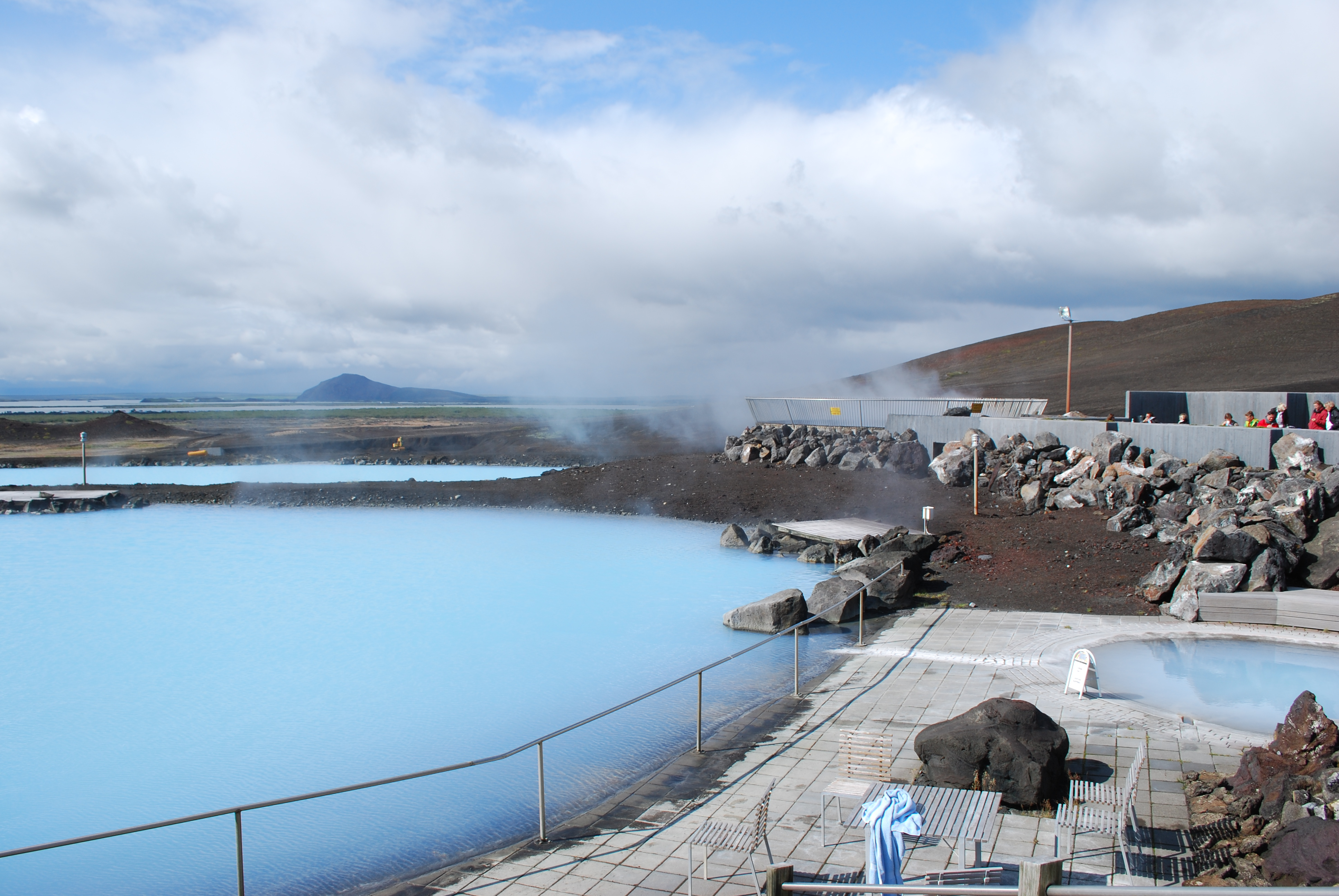
Thermalbad Jarðböð vid Reykjahlíð

### Naturlig pool
Förutom utomhuspoolen i östra delen av byn finns det sedan den 30 juni 2004 också ett termalbad som heter Jarðböð (jordbad) cirka 2 kilometer från  Reykjahlíð. Poolen har turkost geotermiskt vatten, liksom den välkända Blå lagunen på halvön Reykjanes på södra Island.

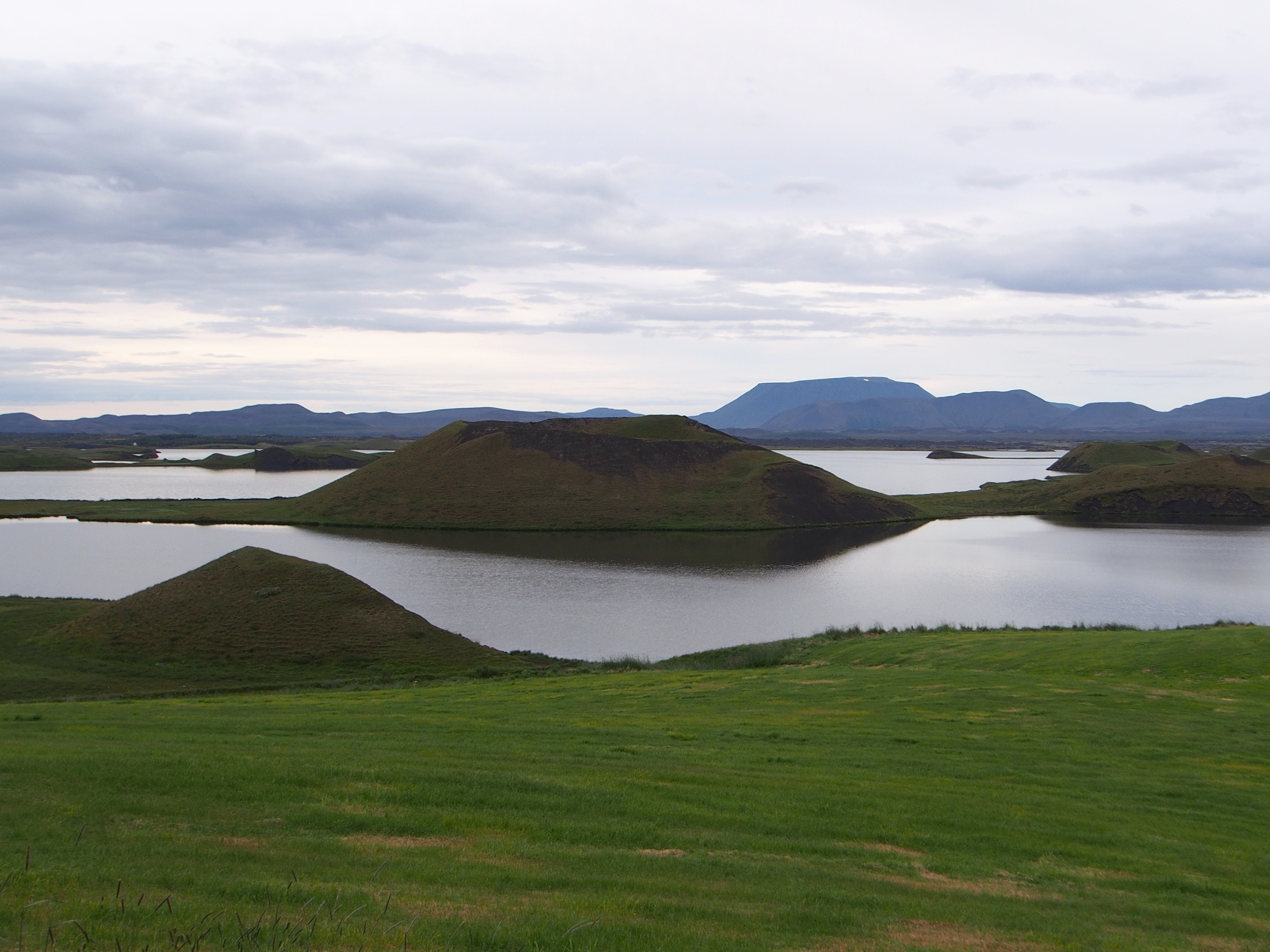
Pseudokratrar vid Skútustaðir

Reykjahlið är utgångspunkten för vulkanen Krafla med sina ångande fält av solfatarer och den turkosblå kratern Víti (svenska: "Helvetet"), Námaskarð, Hverfjall och pseudokratrarna i Skútustaðir. För cirka 2000 år sedan bildades Dimmuborgir (svenska: "de mörka slotten"), en labyrint av lavaformationer.